# 土本典昭
土本 典昭（つちもと のりあき、1928年12月11日 - 2008年6月24日）は、日本の記録映画作家、ルポルタージュ作家。

## 経歴・人物

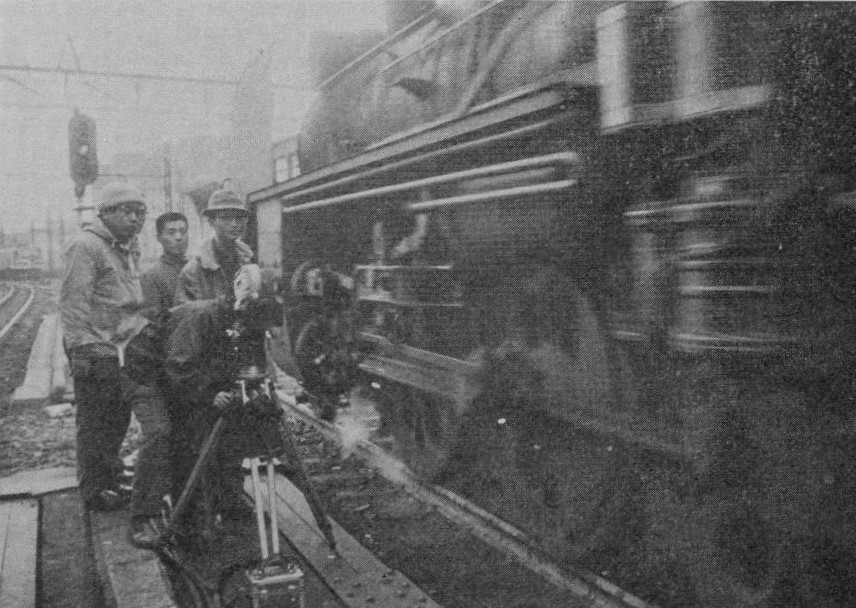
『ある機関助士』（1963年）の撮影現場

岐阜県土岐市生まれ。小学生で東京に移住し、麹町小学校を経て麻布中学校・高等学校に入学。中学時代は勤労奉仕に明け暮れ、「頭のてっぺんから足の先まで、本当に天皇のために命を捨てる青年として育てられた」が、終戦を機に「誰も本当のことを言ってくれなかった」という思いから、新聞記者あるいはジャーナリストを志す。早稲田大学文学部を学生運動のため除籍。在学中に日本共産党に入党し、1952年に山村工作隊の活動で逮捕される。山村工作隊では小河内ダム破壊を目指した小河内工作隊に所属し、共に活動した勅使河原宏とは終生友人であった。
1956年岩波映画製作所に入社し、ドキュメンタリー制作に携わる。1957年フリーになり、民放へも活動の場を広げ、1963年、国鉄のPR映画「ある機関助士」で監督デビュー。また、黒木和雄、小川紳介らと「青の会」を結成。
1965年に初めて訪れた水俣市で、水俣病患者の現状に衝撃を受ける。『ドキュメント 路上』『パルチザン前史』（1969年）などを経て、1971年『水俣 - 患者さんとその世界』発表以降は、水俣病問題に取り組み続け、同作を含む17本の連作を主として青林舎に拠って製作した。
また青林舎からは土本の助監督出身者として、小池征人、西山正啓、若月治、藤本幸久らがドキュメンタリー映画監督として巣立っている。
その後も晩年に至るまで積極的にドキュメンタリー映画を撮り続けてきたが、2008年6月24日に肺がんのため、千葉県南房総市の入院先の病院で死去。享年79。
葬儀は近親者のみの密葬で行われ、7月26日に東京都千代田区にある如水会館スターホールで「お別れの会」が開催された。
ノンフィクション作家の土本亜理子は実娘。

### 水俣病との関わり
1965年、30分テレビ番組の水俣病特集のために訪れた水俣病患者多発地区の水俣市湯堂で患者家族から言われた「なして（フィルムに）撮るか」「撮ったって少しも体が良くならんばい、この子は。人を見せ物にして」という言葉が「茫然自失」となるほど深く突き刺さったという。その言葉は今まで撮り逃げしていたのではないかと自問し、魂の入った作品を制作することを決意させることとなる。その後、本格的に水俣に入り、家を借り現地の人々と生活を共にしながら撮影を行い、1971年「水俣 - 患者さんとその世界」を発表した。その後も水俣病やそれに関する作品を制作し続け、患者支援運動の関係者から「空気のようなカメラ。それが患者家族の外に向かって重く閉ざした扉の1つを開けた」と評された。
患者の遺影収集にも取り組んでいた。1996年に開催した「水俣・東京展」では、不知火海沿岸にある患者の遺族を一軒一軒尋ねて、約500人の遺影を集めた。
2021年9月23日、ユージン・スミスを題材にした映画『MINAMATA-ミナマタ-』が日本で全国公開。これに合わせて、土本の『水俣 - 患者さんとその世界』と『水俣一揆 - 一生を問う人々』が同月から全国6つの劇場で特別上映された。

## フィルモグラフィー
- 1964年『ドキュメント 路上』
- 1968年『シベリヤ人の世界』（日本映画新社）
- 1969年『パルチザン前史』（小川プロ）
- 1971年『水俣 - 患者さんとその世界』（東プロ）
- 1973年『水俣一揆 - 一生を問う人々』（青林舎）
- 1973年『水俣レポートI 実録公調委』（東プロ）
- 1975年『不知火海』（青林舎）
- 1975年『医学としての水俣病』（青林舎）
- 1976年『水俣病-その20年-』（青林舎）
- 1980年『海とお月さまたち』（日本記録映画研究所）
- 1981年『水俣の図 物語』（青林舎）
- 1982年『原発切抜帖』（青林舎）
- 1984年『海盗り - 下北半島・浜関根』（青林舎）
- 1984年『はじけ鳳仙花 わが筑豊わが朝鮮』（幻燈社）
- 1987年『水俣病 その30年』（青林舎＝シグロ）
- 1989年『よみがえれカレーズ』（記録社＝シグロ）
- 1999年『回想 川本輝夫 ミナマタ 井戸を掘ったひと』
- 2003年『もうひとつのアフガニスタン カーブル日記 1985年』
- 2003年『在りし日のカーブル博物館1988年』
- 2004年『みなまた日記 甦える魂を訪ねて』
- 2005年『ひろしまのピカ』

## 文献

### 著書
- 『映画は生きものの仕事である 私論・ドキュメンタリー映画』未來社、1974年6月／新装版：2004年6月、ISBN 4624710096
- 『逆境のなかの記録』（附＝シナリオ『医学としての水俣病』三部作・『不知火海』）未來社 1976年10月／新装版：2004年7月、ISBN 462441022X
- 『わが映画発見の旅 不知火海水俣病元年の記録』筑摩書房、1979年5月／日本図書センター、2000年11月、ISBN 4820559575
- 『水俣映画遍歴 記録なければ事実なし』新曜社、1988年5月
- 『されど、海 存亡のオホーツク』影書房、1995年8月、ISBN 4877142061
- 『映像で記録する 水俣-患者さんとその世界 講演会』中央大学人文科学研究所、1997年3月、
- 『ドキュメンタリーの海へ 記録映画作家・土本典昭との対話』（石坂健治との共著）現代書館、2008年7月、ISBN 4768476724
- 『不敗のドキュメンタリー 水俣を撮りつづけて』岩波現代文庫、2019年1月、ISBN 9784006033118

### その他
- 土本亜理子「緩和ケア病棟のある診療所で過ごして――記録映画作家・土本典昭 最期の日々」（『世界』2008年11月、no.784, ）
- 土本典昭フィルモグラフィ展2004実行委員会『ドキュメンタリーとは何か 土本典昭・記録映画作家の仕事』現代書館、2005年5月、ISBN 4768476783

## 受賞歴
- ある機関助士（1963年）
  - 第18回文部省芸術祭文部大臣賞
  - 教育映画祭一般教養映画最高賞
  - 日本紹介映画コンクール銀賞
  - キネマ旬報短編ベストテン第1位
  - 日本映画ブルーリボン賞教育文化映画賞
  - 毎日映画コンクール記録映画最高賞
  - ベルリン映画青年文化賞

- ドキュメント路上（1964年）
  - 第19回文部省芸術祭奨励賞
  - エジンバラ映画祭デイプロマ・オプ・メリット
  - ヴェネツィア国際映画祭特別審査委会賞

- シベリア人の世界（1968年）
  - 毎日映画コンクール社会記録部門最高賞

- 水俣 - 患者さんとその世界（1971年）
  - 第1回世界環境映画祭グランプリ
  - マンハイム映画賞デュキヤット賞
  - ベルン映画祭銀賞
  - 優秀映画鑑賞会年間第1位、映画評論第3位
  - ロカルノ国際映画祭第3位